# Rankwitz

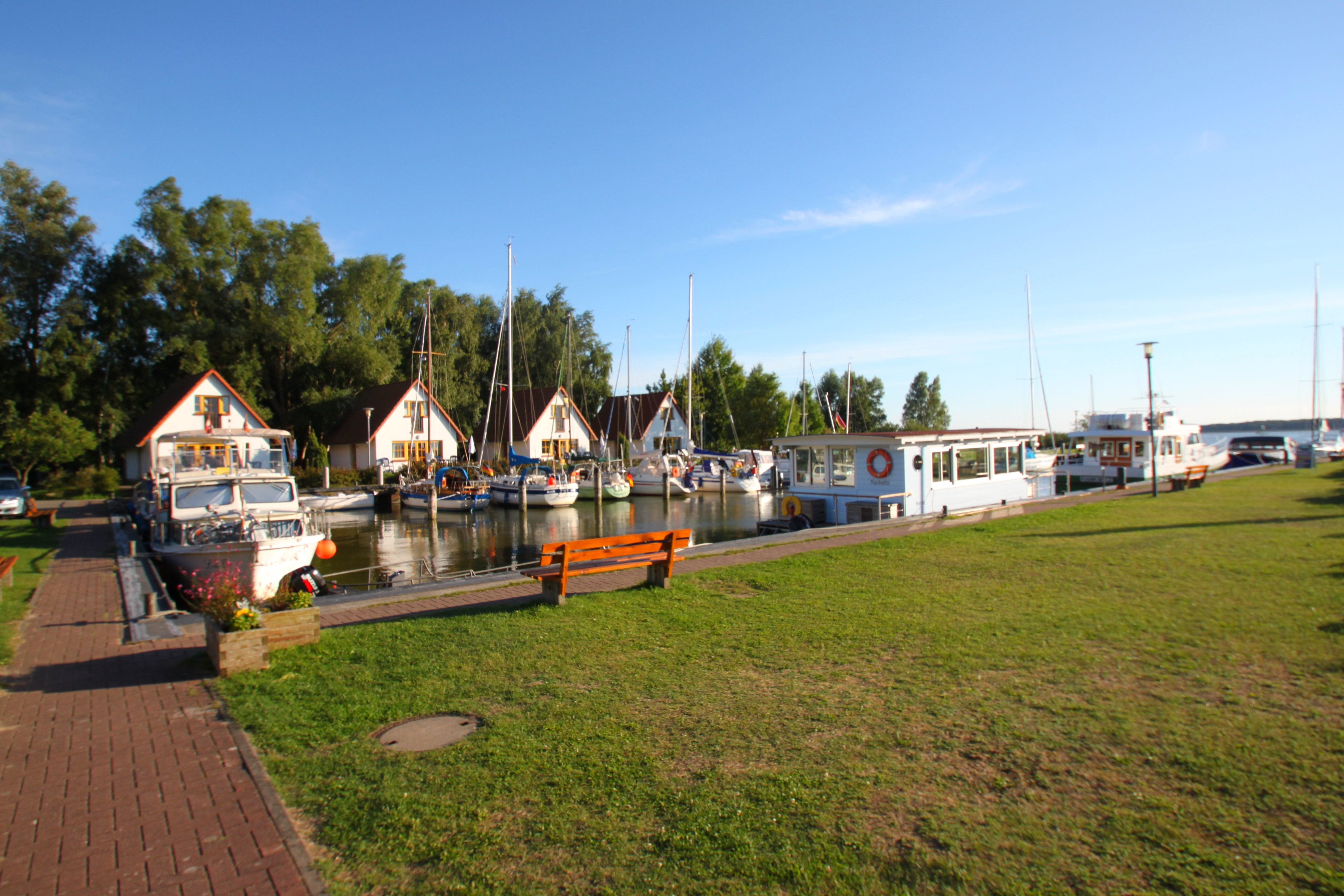
Rankwitz Hafen

Rankwitz ist eine Gemeinde im Landkreis Vorpommern-Greifswald in Mecklenburg-Vorpommern (Deutschland). Sie wird vom Amt Usedom-Süd mit Sitz in der Stadt Usedom verwaltet.

## Geografie
Das Gemeindegebiet von Rankwitz umfasst die gesamte Halbinsel Lieper Winkel zwischen Achterwasser und Peenestrom sowie einen Streifen südlich der Halbinsel, der sich bis zum Usedomer Stadtforst im Südwesten der Insel Usedom hinzieht. Die Ortsteile Krienke, im geografischen Grenzbereich des Lieper Winkels gelegen, und Suckow, etwa drei Kilometer südlich liegend, sind dem Lieper Winkel nicht mehr zuzuordnen. Die Kleinstadt Usedom liegt etwa 15 km von Rankwitz entfernt.

## Gemeindegliederung
| - Grüssow - Krienke - Liepe - Quilitz | - Rankwitz - Reestow - Suckow - Warthe | Wüstungen und Wohnplätze - Lakenberg (Wohnplatz) - Lichow (Wüstung) - Rankwitz-Hafen (Wohnplatz) - Redomi (Wüstung) |

## Geschichte
Nach der Verwaltungsreform 1815 kam Rankwitz zur preußischen Provinz Pommern und gehörte von 1818 bis 1945 zum Landkreis Usedom-Wollin. Von 1945 bis 1952 bildete die Gemeinde, mit dem nach dem Zweiten Weltkrieg bei Deutschland verbliebenen Teil des Landkreises Usedom-Wollin, den Landkreis Usedom im Land Mecklenburg. Dieser ging im Jahr 1952 im Kreis Wolgast im Bezirk Rostock auf.
Die Gemeinde gehört seit dem Jahr 1990 zum Land Mecklenburg-Vorpommern. Seit dem Jahr 1994 gehörte Rankwitz zum Landkreis Ostvorpommern, der 2011 im Landkreis Vorpommern-Greifswald aufging.

### Grüssow
Grüssow wurde 1310 als „Gurssow“ erstmals urkundlich genannt. Der slawische Name wird als „brennen“ oder „heiß“ gedeutet.
Grüssow ist ein kleines Fischer- und Bauerndorf auf dem Lieper Winkel am Ufer des Achterwassers. Am 1. Juli 1990 wurde Grüssow nach Liepe eingemeindet.

### Krienke
Der Ort wurde unter der slawischen Bezeichnung „Crinisitz“ 1270 erstmals urkundlich erwähnt.

### Liepe
Liepe wurde erstmals 1187 als Lipa urkundlich genannt. Der Name wird als „Linde“ gedeutet.

### Quilitz
Quilitz wurde erstmals 1317 als „Quyltze“ urkundlich genannt. Diese Urkunde wurde im Nachherein als unecht erkannt, wie so viele Urkunden des Klosters Pudagla.
So ist eine Nennung von 1421 mit dem Namen „Quiltze“ als die wirklich erste urkundliche Erwähnung anzusehen. Dieser slawische Name wird als Wehklage gedeutet.
Am 1. Juli 1950 wurde Quilitz eingemeindet.

### Reestow
Reestow wurde erstmals urkundlich als „Redesowe“ 1270 erwähnt. Der Name wird als Entwicklung aus einem Personennamen gedeutet. Am 1. Juli 1990 wurde Reestow nach Liepe eingemeindet.

### Rankwitz
Als „Rankevytz“ wurde der Ort 1317 urkundlich erwähnt. Darin soll Herzog Wartislaw IV. dem Kloster Pudagla die Generalkonfirmation erteilt haben. Der Ort gehörte in den Besitz der Prämonstratenser-Chorherren von Pudagla, die vor 1309 im Kloster Grobe bei Usedom (Stadt) ansässig waren. Diese Urkunde wurde im Nachherein als unecht erkannt, wie so viele Urkunden des Klosters.
So ist eine Nennung von 1421 mit dem Namen „Rankeuitze“ als die wirklich erste urkundliche Erwähnung anzusehen.
Rankwitz war ein Bauern- und Fischerdorf und von der Form her ein Angerdorf. Die Form des Letzteren hat es bis heute behalten.
Im Übrigen gibt es nur wenige mittelalterliche Quellen. Rankwitz teilt die Geschichte der Region unter den Pommern-Herzögen und unter den Schweden nach dem Dreißigjährigen Krieg. Eine Bestandsaufnahme der Bevölkerung im Jahr 1666 zählt in Rankwitz nur noch drei Haushaltsvorstände, zwei Bauern und einen Kötter.
Die schwedische Landesaufnahme von 1693 erwähnt einen Schultheiß, der nunmehr der Gemeinde vorstand, und berichtet über die erschwerten Bedingungen der Bauern, bei wachsender Bevölkerung ihre Familien von dem schlechtesten Boden im gesamten Lieper Winkel zu ernähren und gleichzeitig eine hohe Abgabenlast zu tragen. 1711 verpfändet die schwedische Regierung einen Bauernhof an die Witwe Sophie Juliane von Borcke auf Schloss Krienke; der Erlös fließt in die Finanzierung des Zweiten Nordischen Krieges (Großer Nordischer Krieg 1700–1721).
Nach dem Frieden von Stockholm vom 1. Februar 1720 fällt Rankwitz wie ganz Usedom an Preußen. Die einzige Straße (Pflasterstraße), die 1896–98 durch den Lieper Winkel gebaut wurde, bindet Rankwitz mit ein.
Rankwitz hatte vor 1880 noch zwei Holländerwindmühlen, eine nördlich und eine südlich des Ortes. Die nördliche war noch 1920 in Betrieb.
Heute konzentriert man sich auf den Tourismus mit Ferienwohnungen und Gastronomie.

### Wohnplätze und Wüstungen
Lakenberg (Wohnplatz)
Lakenberg wurde 1925 erstmals unter dem Namen genannt.
Lichow (Wüstung)
Lichow wurde erstmals 1241 als Lichou und 1251 als Lichow urkundlich genannt. Der slawische Name wird als „schlecht“ oder „elend“ gedeutet. Der Ort ist nicht mehr zu lokalisieren, es wurde nur genannt, dass er im Lieper Winkel lag.
Rankwitz-Hafen (Wohnplatz)
Obwohl dieser Wohnplatz bereits 1880 in den Karten verzeichnet war und auch schon eine Landungsbrücke hatte, wurde der Ort mit dem Namen „Rankwitz-Hafen“ erst nach 1945 in den TK 10 Karten der DDR und in den gegenwärtigen Karten aufgeführt. Der Hafen wurde nach 1990 modernisiert und dient als Marina, aber auch die Fischerei ist noch aktiv, im Hafengebiet entstand eine kleine Fischverarbeitung.
Redomi (Wüstung)
Redomi wurde 1261 erstmals urkundlich mit dem Namen erwähnt. Herzog Barnim I. verkauft entsprechend dieser Urkunde dem Kloster Grobe das Dorf Redomi mit den angrenzenden Feldern für 120 Mark. Es wurde, nachdem keine Nennung nach 1267 erfolgte, 1319 als Teil von Dewichow vermutet. Der Name wird als Herleitung von einem Personennamen gedeutet.

## Politik

### Wappen
| Wappen von Rankwitz | Blasonierung: „Unter blauem Schildhaupt, darin ein silberner Fisch; in Silber über einem grünen Winkelschildfuß, darin ein silbernes Lindenblatt, ein brauner Karrenpflug mit schwarzem Zughaken, schwarzer Nabe und schwarzem Zech.“ |
| Wappen von Rankwitz | Wappenbegründung: In dem Wappen sollen der Winkelschildfuß und das darin befindliche Lindenblatt bildlich den Bezug zum Lieper Winkel (lipa = Linde) herstellen. Mit dem Fisch und dem Karrenpflug werden die Haupterwerbszweige der Einwohner, die Fischerei und die Landwirtschaft, versinnbildlicht. Die Tingierung des Karrenpflugs in Braun entspricht jedoch nicht den heraldischen Gestaltungsgrundsätzen. Das Wappen wurde von dem Reestower Jens Kuhle gestaltet. Es wurde am 25. März 1992 durch das Ministerium des Innern genehmigt und unter der Nr. 15 der Wappenrolle des Landes Mecklenburg-Vorpommern registriert. |

### Flagge
Die Gemeinde verfügt über keine amtlich genehmigte Flagge.

### Dienstsiegel
Das Dienstsiegel zeigt das Gemeindewappen mit der Umschrift „GEMEINDE RANKWITZ * LANDKREIS VORPOMMERN-GREIFSWALD“.

## Wirtschaft
Zu DDR-Zeiten wurde in Rankwitz eine LPG gegründet, der Rankwitzer Hafen etwa 800 Meter südlich des Ortskerns im Jahr 1951 erbaut und 1969/70 die Fischproduktionsgenossenschaft „20. Jahrestag der DDR“ zur Karpfen- und Forellenzucht eingerichtet. 1980 wurde zusammen mit dem VEB Fischwirtschaft Rostock die ZBE Feinfischproduktion Rankwitz gegründet, die 1987 im VEB Fischfang Saßnitz aufging. Die Feinfischproduktion beschäftigte fast 40 Mitarbeiter und produzierte bis 1990 Speiseforellen. Danach wurde dieser Teil privatisiert und existiert bis dato unter dem Namen Usedomer Feinfisch GmbH weiter.
Mitte der 1990er Jahre wurde der Hafen saniert und zu einem Wasserwanderrastplatz ausgebaut. Die Usedomer Feinfisch begann 1992 mit der Herstellung von Räucherfisch und entwickelte zunehmend gastronomische Aktivitäten. Ab dem Jahr 2000 wurden zunehmend Ferienhäuser und Wohnungen errichtet, sodass der Tourismus das wichtigste Standbein der Region ist.

## Sehenswürdigkeiten
→ Siehe: Liste der Baudenkmale in Rankwitz
in Rankwitz
- Das Museum „Heimathof Lieper Winkel“ umfasst über 2000 authentische Exponate aus den historischen Haupterwerbszweigen Fischerei, Land- und Forstwirtschaft, traditionelle Gerätschaften aus Haus, Hof und Handwerk, sowie Bilder und Dokumente aus fast 250 Jahren. Die Exponate wurden dem Museum von Familien aus allen Gemeindeteilen zur Verfügung gestellt. Von Mai bis Oktober an drei Tagen der Woche geöffnet, von November bis April auf Vereinbarung.
- Durch den Ortskern geht die hier als Allee ausgestaltete Durchgangsstraße. Es gibt zwei Gaststätten, davon eine in den Räumlichkeiten einer ehemaligen Tischlerei, die 1920 dokumentiert ist.
- Der Hafen ist hauptsächlicher touristischer Anziehungspunkt für Tagesausflügler. Zu Beginn des 21. Jahrhunderts nur noch wenige Fischkutter unterwegs; vor allem legen Segelboote von Feriengästen an. Vor dem Fischerquai befindet sich eine Wiese mit Rastplatz und Fisch-Imbissstand, eine Fischräucherei und Fischgaststätte.
- Der Jungfernberg ist mit 18 m der höchste „Berg“ des Lieper Winkels. Einer pommerschen Volkssage zufolge sollen unter ihm vier Jungfrauen begraben liegen, die für ihre sonntägliche Tanzlust statt Kirchgang von Gott bestraft wurden. Der Hügel ist ein beliebter Aussichtspunkt über den Peenestrom.

in den Ortsteilen
- Zwischen Suckow und Krienke befindet sich eine mindestens 700 Jahre alte Sockeleiche auf einem Hügelgrab aus der Bronzezeit.
- Noch kaum besucht, da schwer zugänglich, ist die Sumpflandschaft mit dichtem Röhrichtgürtel am Krienker See.
- Quilitz ist ein historisches Fischerdorf im Westen der Halbinsel am Peenestrom.
- Die St.-Johannis-Kirche in Liepe ist der älteste urkundlich genannte Standort einer Kirche auf der Insel Usedom (1216).
- Grüssow ist eine nur aus wenigen Häusern bestehende Ansiedlung im Nordosten des Lieper Winkels am Achterwasser, die nur über einen Betonplattenweg von Liepe aus erreicht werden kann. Sie wurde urkundlich 1310 als Gurssow erwähnt im Besitz des Klosters Pudagla. Im Jahre 1541 war Grüssow mit neun Bauern und fünf Köttern die größte Dorfgemeinschaft im Lieper Winkel. Auch nach dem Bevölkerungsrückgang im Dreißigjährigen Krieg zählte die schwedische Bestandsaufnahme von 1693 noch 15 Familien, die von Beruf Einlieger, Halbbauern, Schneider und Kuhhirten waren; ein Schultheiß stand der Gemeinschaft vor. Heute hingegen gehört es mit Reestow und Quilitz zu den kleinsten Orten der Halbinsel. 2005 ist eine aus einigen Blockhütten bestehende Ferienhauskolonie für Gäste, die Ruhe suchen, vorhanden. Das nur mit dem Boot zugängliche Sumpfgebiet im äußersten Nordosten der Halbinsel mit dichtem Ufer-Röhricht heißt Grüssower Ort. Ein Wanderweg südlich von Grüssow (etwa drei bis vier Kilometer) führt durch Sümpfe und dichte Wälder zum Kreuzer Ort und die nördlichen Bereiche des Krienker Sees.
- Reestow ist ein aus wenigen, teilweise von Hecken geschützten Häusern bestehender Weiler im Binnenland der Halbinsel Lieper Winkel. Betonplattenwege verbinden ihn mit Liepe, Grüssow und einer kleinen Badestelle am Nordufer der Halbinsel am Achterwasser. 1270 wurde er als Redesowe urkundlich erwähnt im Besitz von Kloster Grobe (ab 1309 Pudagla). Das Inventar von 1666 erwähnt nur drei Haushaltsvorstände, zwei Bauern und einen Kötter. Die schwedische Erfassungsliste von 1693 führt fünf Namen auf (einen Vollbauern, zwei Halbbauern, einen Kuhhirten und einen Kötter). Seit 2005 gibt es eine kleine Ferienhauskolonie mit Reet-Häusern, Sportanlage und Gaststätte. Weißstorch und Seeadler sollen Berichten zufolge häufiger gesehen werden.
- Warthe hat einen restaurierten historischen Ortskern und Fischerstrand am Achterwasser.

## Verkehrsanbindung
Die einzige Verbindung nach Rankwitz und zur Halbinsel Lieper Winkel ist die Landstraße zur etwa fünf Kilometer südlich verlaufenden Bundesstraße 110 (Anklam–Heringsdorf). Am rund 30 Kilometer entfernten Bahnhof Anklam besteht der nächste Zugang zum überregionalen Zugverkehr nach Berlin und Stralsund.

## Söhne und Töchter der Gemeinde
- Stephan Tanneberger (1935–2018), Arzt